# Photocryptus concinnus
Photocryptus concinnus là một loài tò vò trong họ Ichneumonidae.